# Projet génome de Néandertal

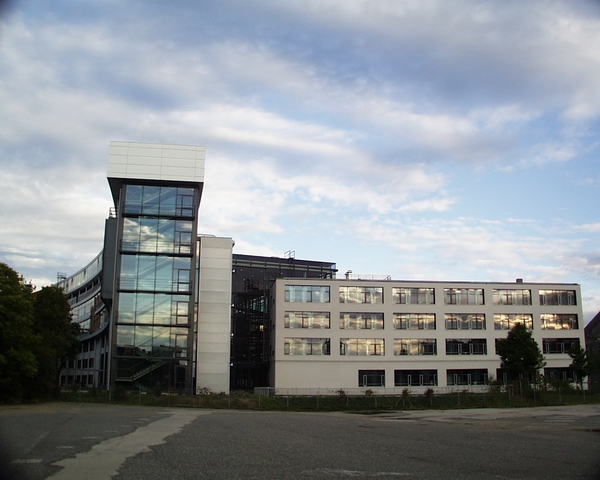
L'Institut Max-Planck d'anthropologie évolutionniste à Leipzig en Allemagne.

Le Projet génome de Néandertal est un projet visant à séquencer le génome de l'Homme de Néandertal, annoncé conjointement en juillet 2006 par l'Institut Max-Planck d'anthropologie évolutionniste de Leipzig en Allemagne et 454 Life Sciences des États-Unis. Avec environ 3,2 milliards de paires de base le génome de Néandertal a une taille à peu près identique à celle du génome d'Homo sapiens.

## Résultats
D'après des résultats préliminaires datant de 2009, les deux génomes sont identiques à près de 99,5 % – par comparaison, les génomes de l'homme et du chimpanzé sont identiques à 95 %.
C'est en partie grâce à ce projet qu'a pu être identifié en 2010 l'Homme de Denisova, une nouvelle espèce du genre Homo définie à partir de matériel génétique provenant de fragments d'une phalange d'enfant retrouvée dans la grotte de Denisova dans l'Altaï, au sud de la Sibérie.
En mai 2010, l'équipe du projet a publié ses premiers résultats. Cette étude contredit de précédents résultats obtenus en 1999 avec l'ADN mitochondrial, en annonçant une contribution de la lignée néandertalienne au génome de l'homme moderne non africain allant de 1 à 4 pour cent. Cet apport génétique se serait produit il y a 50 000 à 100 000 ans au Proche-Orient, avant qu'Homo sapiens se diffuse vers l'Europe et l'Asie.
Une étude publiée en avril 2016 dans la revue American Journal of Human Genetics portant sur l'analyse du chromosome Y néandertalien et le comparant au chromosome Y Sapiens (voir horloge moléculaire et phylogénétique moléculaire) conduit une équipe de chercheurs à estimer que les Homo sapiens et les Néandertaliens se sont séparés de leur dernier ancêtre commun il y a environ 590 000 ans,. L'analyse du génome d'une femme de Néandertal de l'Altaï a permis à une autre équipe de chercheurs de suggérer que les deux populations auraient divergé il y a entre 550 000 et 765 000 ans,.
Les travaux de deux autres équipes ont pu mettre en correspondance trois gènes du système immunitaire inné, ceux codant des récepteurs de type Toll, ( TLR1, TLR6 (en), TLR10 (en) ) tous trois situés sur le chromosome 4 humain,. Deux de ces haplotypes présentent une similitude avec ceux correspondant du génome néandertalien, le troisième, avec celui de l'Homme de Denisova. Plusieurs autres études devront venir valider et préciser ces premiers résultats dans ce domaine en plein essor.

## Hybridations croisées
De par l'étude des allèles de divers gènes du génome néandertalien hérités par certaines populations sapiens, une autre équipe de chercheurs, dont les travaux furent publiés le 12 février 2016 dans la revue Science, a pu établir un lien entre cet héritage génétique et diverses caractéristiques notamment sur le plan immunologique, dermatologique et neurologique. Par cette étude croisée des phénotypes et des dossiers médicaux de 28 000 personnes, ces chercheurs ont pu conclure que cet héritage génétique a une incidence sur la santé des personnes concernées.